# New Delhi Challenger 2 2007
Il New Delhi Challenger 2 2007 è stato un torneo di tennis facente parte della categoria ATP Challenger Series nell'ambito dell'ATP Challenger Series 2007.  È stata la 4ª edizione del torneo, si è giocato a Nuova Delhi in India dal 3 al 9 dicembre 2007 su campi in cemento. La settimana precedente si era giocato il New Delhi Challenger 2007.

## Vincitori

### Singolare
Michail Elgin ha battuto in finale  Tomáš Cakl con il punteggio di 7–6(4), 6(6)–7, 6–3.

### Doppio
Xin-Yuan Yu /  Zeng Shaoxuan hanno battuto in finale  Pavel Chekhov /  Michail Elgin con il punteggio di 6–3, 6–3.